# Live from Vatnagarðar
Live from Vatnagarðar è il primo album dal vivo del gruppo musicale islandese Of Monsters and Men, pubblicato il 10 dicembre 2013.
Il disco consiste di sei tracce provenienti dal loro album di debutto registrate nuovamente in uno studio in Islanda (lo Studio Sýrland, presso Vatnagarðar per l'appunto), più una cover del brano Skeletons degli Yeah Yeah Yeahs (già portata in tour nel 2012).

## Tracce
1. Slow and Steady – 5:19
2. Mountain Sound – 3:35
3. King and Lionheart – 2:58
4. Dirty Paws – 5:01
5. Skeletons (Yeah Yeah Yeahs cover) – 3:27
6. Little Talks – 3:33
7. Six Weeks – 5:26